# Cryphia ustata
Cryphia ustata är en fjärilsart som beskrevs av Turati 1930. Cryphia ustata ingår i släktet Cryphia och familjen nattflyn. Inga underarter finns listade i Catalogue of Life.